# Л'Имаколата IV (Мачерата)
Л'Имаколата IV (итал. L'Immacolata IV) насеље је у Италији у округу Мачерата, региону Марке.
Према процени из 2011. у насељу је живело 27 становника. Насеље се налази на надморској висини од 361 м.